# Vintileasca
Vintileasca est une commune du județ de Vrancea en Roumanie.